# Stazione di Aielli
Stazione di Aielli vasútállomás Olaszországban, Aielli településen.

## Vasútvonalak
Az állomást az alábbi vasútvonalak érintik:
- Róma–Sulmona–Pescara-vasútvonal

## Kapcsolódó állomások
A vasútállomáshoz az alábbi állomások vannak a legközelebb:
- Stazione di Cerchio
- Stazione di Celano-Ovindoli